# Stanisław Widtmann
Stanisław Widtmann (lit. Stanislav Vidtmann, Stanislavas Vidtmannas, ur. 7 lipca 1956) – litewski dziennikarz i urzędnik państwowy pochodzenia polskiego, w latach 2011–2012 wiceminister kultury.

## Życiorys
Z wykształcenia jest biologiem. W 1981 roku ukończył studia na Wydziale Przyrodniczym Wileńskiego Uniwersytetu Państwowego. Posiada również dyplom Poznańskiego Centrum Praw Człowieka oraz certyfikat Krajowej Szkoły Administracji Publicznej.
Po ukończeniu studiów pracował jako laborant na macierzystej uczelni, a następnie, do 1993 jako pracownik naukowy w Instytucie Ekologii Akademii Nauk. Następnie był redaktorem Radia „Znad Wilii”, a w latach 1994–1996 pełnił funkcję redaktora naczelnego „Słowa Wileńskiego”. W kolejnych latach pracował w administracji publicznej. Do 2009 był zastępcą dyrektora Departamentu Mniejszości Narodowych i Wychodźstwa przy Rządzie Republiki Litewskiej, a następnie doradcą w wydziale obywatelskim i otwartego rządu Departamentu Komunikacji Służby Premiera. W latach 2001–2006 był członkiem rady Litewskiego Radia i Telewizji.
6 września 2011 otrzymał nominację na stanowisko wiceministra kultury ds. mniejszości narodowych. Pełnił funkcję do 2012. Później był kierownikiem projektu w krajowym operatorze systemu przesyłowego Litgrid AB. W latach 2013–2014 jako przedstawiciel mniejszości narodowych zasiadał w Litewskiej Radzie Kultury. Od 2014 do 2023 pełnił funkcję attaché ds. transportowych w Ambasadzie Litwy w Polsce.
Jest mężem Renaty Widtmann, dziennikarki Radia „Znad Wilii”.

## Odznaczenia
- W 2023 otrzymał Odznakę honorową „Zasłużony dla transportu RP”[5].